# Júlio Borges
Júlio Borges este un oraș în Piauí (PI), Brazilia.